# DVD-SM
DVD Super Multi – termin handlowy określający napędy DVD z Grupy LG posiadające funkcję wieloformatowego nagrywania i odtwarzania. Nagrywarki te obsługują formaty DVD-R/-RW, DVD+R/+RW i DVD-RAM. 